# Dracaenura metaleuca
Dracaenura metaleuca là một loài bướm đêm trong họ Crambidae.